# Emma Aicher
Emma Aicher (ur. 13 listopada 2003 w Sundsvall) – niemiecka narciarka alpejska, srebrna medalistka igrzysk olimpijskich, brązowa medalistka mistrzostw świata i czterokrotna medalistka mistrzostw świata juniorów.

## Kariera
Urodziła się w Szwecji, jej ojciec jest Niemcem, a matka Szwedką Po raz pierwszy na arenie międzynarodowej pojawiła się 23 listopada 2019 roku w Kåbdalis, gdzie w zawodach juniorskich nie ukończyła drugiego przejazdu giganta. W 2021 roku wystąpiła na mistrzostwach świata juniorów w Bansku, zajmując piąte miejsce w slalomie. Wystartowała tam również w gigancie, jednak nie ukończyła drugiego przejazdu. Podczas rozgrywanych rok później mistrzostw świata juniorów w Panoramie wywalczyła srebrne medale w zjeździe, slalomie i gigancie. Zdobyła również srebrny medal w kombinacji drużynowej na mistrzostwach świata juniorów w St. Anton w 2023 roku.
W Pucharze Świata zadebiutowała 13 listopada 2021 roku w Lech, gdzie w zawodach równoległych zajęła 19. miejsce. Tym samym już w debiucie zdobyła pierwsze punkty. Na podium zawodów tego cyklu pierwszy raz stanęła 28 lutego 2025 roku w Kvitfjell, kończąc zjazd na drugiej pozycji. Rozdzieliła tam na podium Austriaczkę Cornelię Hütter i Breezy Johnson z USA.
Na mistrzostwach świata w Cortina d’Ampezzo w 2021 roku razem z Andreą Filser, Leną Dürr, Stefanem Luitzem, Alexandrem Schmidem i Linusem Straßerem ponownie zdobyła brązowy medal w zawodach drużynowych. Była też między innymi jedenasta w gigancie równoległym. W 2022 roku wystartowała na igrzyskach olimpijskich w Pekinie, zdobywając srebrny medal w zawodach drużynowych i zajmując 21. miejsce w gigancie oraz 18. w slalomie.

## Osiągnięcia

### Igrzyska olimpijskie
| Miejsce | Dzień     | Rok  | Miejscowość | Konkurencja | Czas biegu | Strata | Zwyciężczyni |
| ------- | --------- | ---- | ----------- | ----------- | ---------- | ------ | ------------ |
| 21.     | 7 lutego  | 2022 | Pekin       | Gigant      | 1:55,69    | +4,83  | Sara Hector  |
| 18.     | 9 lutego  | 2022 | Pekin       | Slalom      | 1:44,98    | +2,61  | Petra Vlhová |
| srebro  | 20 lutego | 2022 | Pekin       | Drużynowo   | -          | -      | Austria      |

### Mistrzostwa świata
| Miejsce | Dzień     | Rok  | Miejscowość        | Konkurencja          | Czas biegu | Strata | Zwyciężczyni                        |
| ------- | --------- | ---- | ------------------ | -------------------- | ---------- | ------ | ----------------------------------- |
| DNQ     | 16 lutego | 2021 | Cortina d’Ampezzo  | Gigant równoległy    | -          | -      | Marta Bassino Katharina Liensberger |
| 3.      | 17 lutego | 2021 | Cortina d’Ampezzo  | Zawody drużynowe     | -          | -      | Norwegia                            |
| DNS2    | 20 lutego | 2021 | Cortina d’Ampezzo  | Slalom               | 2:30,66    | -      | Katharina Liensberger               |
| 8.      | 6 lutego  | 2023 | Courchevel/Méribel | Kombinacja           | 1:57,47    | +3,78  | Federica Brignone                   |
| 18.     | 8 lutego  | 2023 | Courchevel/Méribel | Supergigant          | 1:28,06    | +1,15  | Marta Bassino                       |
| DNF     | 11 lutego | 2023 | Courchevel/Méribel | Zjazd                | 1:28,03    | -      | Jasmine Flury                       |
| 31.     | 17 lutego | 2023 | Courchevel/Méribel | Gigant               | 2:07,13    | +6,08  | Mikaela Shiffrin                    |
| 21.     | 18 lutego | 2023 | Courchevel/Méribel | Slalom               | 1:43,15    | +1,96  | Laurence St. Germain                |
| 6.      | 6 lutego  | 2025 | Saalbach           | Supergigant          | 1:20,47    | +0,52  | Stephanie Venier                    |
| 6.      | 6 lutego  | 2025 | Saalbach           | Zjazd                | 1:41,29    | +0,48  | Breezy Johnson                      |
| 17.     | 11 lutego | 2025 | Saalbach           | Kombinacja drużynowa | 2:40,89    | +4,23  | Stany Zjednoczone                   |
| 23.     | 13 lutego | 2025 | Saalbach           | Gigant               | 2:22,71    | +5,79  | Federica Brignone                   |
| DNF1    | 15 lutego | 2025 | Saalbach           | Slalom               | 1:58,00    | -      | Camille Rast                        |

### Mistrzostwa świata juniorów
| Miejsce | Dzień       | Rok  | Miejscowość | Konkurencja          | Czas biegu | Strata | Zwyciężczyni          |
| ------- | ----------- | ---- | ----------- | -------------------- | ---------- | ------ | --------------------- |
| DNF2    | 9 marca     | 2021 | Bansko      | Gigant               | 1:46,54    | –      | Hanna Aronsson Elfman |
| 5.      | 10 marca    | 2021 | Bansko      | Slalom               | 1:40,24    | +0,47  | Sophie Mathiou        |
| 2.      | 3 marca     | 2022 | Panorama    | Zjazd                | 1:28,33    | +0,13  | Magdalena Egger       |
| 4.      | 5 marca     | 2022 | Panorama    | Supergigant          | 1:08,34    | +0,85  | Magdalena Egger       |
| DNF2    | 6 marca     | 2022 | Panorama    | Kombinacja           | 2:03,73    | -      | Marie Lamure          |
| 11.     | 7 marca     | 2022 | Panorama    | Drużynowo            | -          | -      | Kanada                |
| 2.      | 8 marca     | 2022 | Panorama    | Slalom               | 1:39,88    | +0,84  | Zrinka Ljutić         |
| 2.      | 9 marca     | 2022 | Panorama    | Gigant               | 2:31,02    | +0,22  | Magdalena Egger       |
| 6.      | 19 stycznia | 2023 | Sankt Anton | Zjazd                | 57,51      | +0,70  | Stefanie Grob         |
| 4.      | 20 stycznia | 2023 | Sankt Anton | Supergigant          | 1:01,64    | +1,08  | Lara Colturi          |
| 2.      | 20 stycznia | 2023 | Sankt Anton | Kombinacja drużynowa | 1:41,87    | +0,25  | Szwajcaria            |
| 5.      | 21 stycznia | 2023 | Sankt Anton | Gigant               | 2:06,02    | +1,36  | Hanna Aronsson Elfman |
| 4.      | 24 stycznia | 2023 | Sankt Anton | Slalom               | 1:36,98    | +1,26  | Hanna Aronsson Elfman |

### Puchar Świata

#### Miejsca w klasyfikacji generalnej
- sezon 2021/2022: 71.
- sezon 2022/2023: 40.
- sezon 2023/2024: 48.
- sezon 2024/2025: 15.

#### Miejsca na podium w zawodach
1. Kvitfjell – 28 lutego 2025 (zjazd) – 2. miejsce
2. Kvitfjell – 1 marca 2025 (zjazd) – 1. miejsce
3. La Thuile – 13 marca 2025 (supergigant) – 1. miejsce